# Massacre de Juliaca
O Massacre de Juliaca ocorreu em 9 de janeiro de 2023, quando a Polícia Nacional do Peru atirou contra manifestantes em Juliaca durante os protestos em janeiro de 2023. Pelo menos 18 pessoas foram mortas e mais de 100 ficaram feridas pela polícia em resposta aos protestos na cidade. O massacre foi o dia mais mortífero da série de protestos no Peru. A mídia local criticou a resposta da mídia nacional, alegando que os eventos em Juliaca foram ignorados.

## Antecedentes

### Tentativa de autogolpe
Durante as presidências de Ollanta Humala, Pedro Pablo Kuczynski e Martín Vizcarra, o Congresso de direita liderado pela filha do ex-ditador peruano Alberto Fujimori, Keiko Fujimori, obstruiu grande parte das ações realizadas pelos presidentes. Nas eleições gerais peruanas de 2021, Pedro Castillo foi eleito presidente do Peru, recebendo grande parte de seu apoio das áreas rurais que acreditavam que as elites de Lima lideravam por meio da corrupção. Segundo o historiador José Ragas da Pontifícia Universidade Católica do Chile, embora Castillo tenha sido acusado de estar ligado ao terrorismo comunista, "nos lugares onde o terrorismo causou mais derramamento de sangue, Castillo venceu por muito". Em contraste, Fujimori, que era a adversária de Castillo durante a eleição presidencial, recebeu apoio da elite de Lima, com cristãos evangélicos, empresas, organizações de mídia e as forças armadas que a apoiam.
Durante a presidência de Castillo, o Congresso foi dominado por partidos de direita que se opunham a ele, com legisladores tentando impeachment várias vezes usando meios políticos. Devido à redação do impeachment amplamente interpretada na Constituição do Peru, o Congresso pode impeachment do presidente pelo vago motivo de "incapacidade moral", efetivamente tornando o Legislativo mais poderoso do que o Poder Executivo. Em 7 de dezembro de 2022, esperava-se que o Congresso apresentasse uma moção de censura contra Castillo, acusando-o de "incapacidade moral permanente". Antes que o corpo legislativo pudesse se reunir para apresentar sua moção, Castillo anunciou a dissolução do Congresso e decretou toque de recolher imediato. Momentos após o discurso de Castillo, vários ministros renunciaram ao seu governo, incluindo a primeira-ministra Betssy Chávez. O Tribunal Constitucional divulgou uma declaração: "Ninguém deve obediência a um governo usurpador e o Sr. Pedro Castillo deu um golpe de estado ineficaz. As Forças Armadas têm poderes para restaurar a ordem constitucional."  As Forças Armadas também emitiram um comunicado rejeitando as ações de Castillo e pedindo a manutenção da estabilidade no Peru. Rejeitando as ações de Castillo para dissolver o corpo legislativo, o Congresso se reuniu e votou para remover Castillo do cargo por "incapacidade moral" com 101 votos a favor, 6 contra e 10 abstenções. Foi anunciado que a primeira vice-presidente Dina Boluarte, que rejeitou as ações de Castillo, faria seu juramento de posse para a presidência às 15h00 PET.  A vice-presidente de Castillo, Dina Boluarte, entrou no Palácio Legislativo pouco depois das 15h00 PET e compareceu ao Congresso, onde posteriormente foi empossada como presidente do Peru. 

### Protestos
Para os apoiadores de Castillo, foi o Congresso quem deu o golpe contra o presidente. Além disso, eles consideraram Dina Boluarte uma "traidora", "ditadora" e "usurpadora" após sua posterior assunção como a nova presidente da república, com base na promessa da então vice-presidente: "Se o presidente sofrer impeachment, irei com o presidente". Desta forma, os partidários do ex-presidente encorajaram a pronta libertação de Castillo e o avanço das eleições. O governo de Boluarte primeiro respondeu com a tentativa da polícia de reprimir os protestos, embora mais tarde tenha resultado com a declaração de um estado de emergência nacional e usando os militares para reprimir as manifestações.

### Impunidade das autoridades
O uso de autoridades pelo governo peruano tem sido criticado por grupos de direitos humanos, já que a polícia e as tropas muitas vezes utilizam a violência impunemente. A Human Rights Watch declarou na época que "o uso excessivo da força por agentes estatais é um problema persistente no Peru. As regras para o uso da força pelas forças de segurança não cumprem com os padrões internacionais", com o relatório do grupo de direitos humanos que o Congresso havia removido as diretrizes de proporcionalidade em relação ao uso da força, tornando mais fácil para as autoridades usar força excessiva com impunidade.
Em 15 de dezembro de 2022, manifestantes em Ayacucho se aproximaram do Aeroporto Coronel FAP Alfredo Mendívil Duarte, com as Forças Armadas do Peru fechando o aeroporto em resposta, ocorrendo confrontos logo após. Grupos de direitos humanos relataram que membros do Exército peruano foram vistos atirando contra civis que protestavam em um evento descrito como o massacre de Ayacucho, que deixou 10 civis mortos e 61 feridos. As vítimas foram encaminhadas para tratamento na Rede Huamanga e no Hospital Regional de Ayacucho, com 90% das lesões por arma de fogo segundo o sistema regional de saúde de Ayacucho. O evento não foi coberto com destaque pela mídia no Peru. Acadêmicos e organizações de direitos humanos condenaram o uso excessivo da força pelas autoridades peruanas, enquanto o Ministro da Cultura e o Ministro da Educação renunciaram ao recém-formado governo de Dina Boluarte em resposta.

### Greve geral em Puno
Em Puno, várias estradas da região foram bloqueadas por manifestantes que buscavam uma greve geral no Peru após o fim das festas de fim de ano, sendo Juliaca o epicentro dos protestos a partir de 4 de janeiro.  Dois dias antes do massacre, os manifestantes tentaram entrar no Aeroporto Internacional Inca Manco Cápac em 7 de janeiro, mas foram dispersados pela polícia usando gás lacrimogêneo. Durante o protesto, um tanque usado pela polícia pegou fogo. A polícia também usou força excessiva contra os cidadãos de Juliaca; policiais foram vistos tentando incendiar um táxi, lançar gás lacrimogêneo de helicópteros contra indivíduos, quebrar janelas de casas e agredir uma criança.  As autoridades também atiraram na perna de um fotojornalista da EFE, supostamente ameaçando o repórter dizendo "Vou explodir sua cabeça".
No dia 8 de janeiro, Juliaca estava totalmente imobilizada, com todas as rotas para a cidade controladas pelos manifestantes. Após as manifestações do dia anterior, grupos aimarás e quéchuas nas regiões vizinhas anunciaram que marchariam para Juliaca para protestar contra a opressão das autoridades. Em resposta ao apelo por protestos maiores e para evitar bloqueios de manifestantes, a Força Aérea Peruana transportou munição, gás lacrimogêneo e outros equipamentos para responder aos protestos na área, com um Lockheed C-130 Hercules chegando ao Inca Manco Cápac International Aeroporto às 11h00.

## Eventos
Manifestantes de Ananea, Azángaro, Ayaviri, Carabaya, Moho, Huancané e Putina marcharam até Juliaca para participar dos protestos. Os manifestantes se aproximaram do Aeroporto Internacional Inca Manco Cápac por volta do meio-dia e fizeram uma manifestação nas proximidades. Por volta das 14h00 PET, um homem que voltava para casa depois de vender paralelepípedos foi baleado na cabeça pela polícia, tornando-se a primeira vítima. A presidente Boluarte, que estava reunida no evento Capacidade do Acordo Nacional na tentativa de difundir os protestos, "mostrou seu lado mais frio" segundo o El País quando ela anunciou a morte do homem, afirmando "Acabei de ser informada de que um civil acaba de morrer em Puno. Irmãos de Puno e onde ainda estão se levantando em protestos sobre o quê. Não está claro o que você está pedindo. Eu já expliquei a você que os quatro pontos políticos não estão em minhas mãos, a única coisa era o avanço das eleições e já propusemos isso." Indivíduos começaram a entrar no aeroporto às 17h20 PET e as autoridades responderam à manifestação com força letal. A equipe médica que atendeu os feridos relatou que a polícia atirou contra os manifestantes à queima-roupa, com o chefe de uma unidade de terapia intensiva relatando o possível uso de explosivos contra cidadãos devido ao deslocamento severo de órgãos internos. No total, 18 civis foram mortos e mais de 100 outros ficaram feridos. A maioria dos mortos era de Azángaro, com um médico cuidando dos feridos mortos pelas autoridades atirando contra a multidão. Uma adolescente também foi baleada pela polícia enquanto caminhava para comprar comida. Um menino de 15 anos morreu com um tiro na cabeça em 12 de janeiro, dias após o evento. Ao discutir as causas da morte dos indivíduos, o chefe da medicina em Juliaca afirmou: "Sabemos que todos morreram com um projétil de arma de fogo".

## Resultado
Jornalistas que cobriam o massacre foram procurados para serem identificados por unidades de inteligência da polícia. Após a morte de manifestantes pela polícia, os saques em Juliaca começaram naquela noite, com algumas autoridades sendo vistas participando dos roubos. Os manifestantes relataram que os saqueadores pareciam ser infiltrados locais e quando a polícia foi contatada sobre saques na cidade, a polícia não respondeu; em vez disso, as autoridades foram vistas abandonando a proteção das lojas. O chefe da Polícia de Segurança no Trânsito de Puno foi encontrado com televisões roubadas e outros bens de uma loja saqueada. Um total de 40 pessoas foram presas por saques em 10 de janeiro. Na manhã seguinte, dois policiais foram detidos por desconhecidos; um dos policiais relatou que cerca de 350 pessoas os haviam capturado e que seu companheiro havia desaparecido. Mais tarde, descobriu-se que seu parceiro foi queimado vivo em seu carro patrulha e morreu.

### Investigações

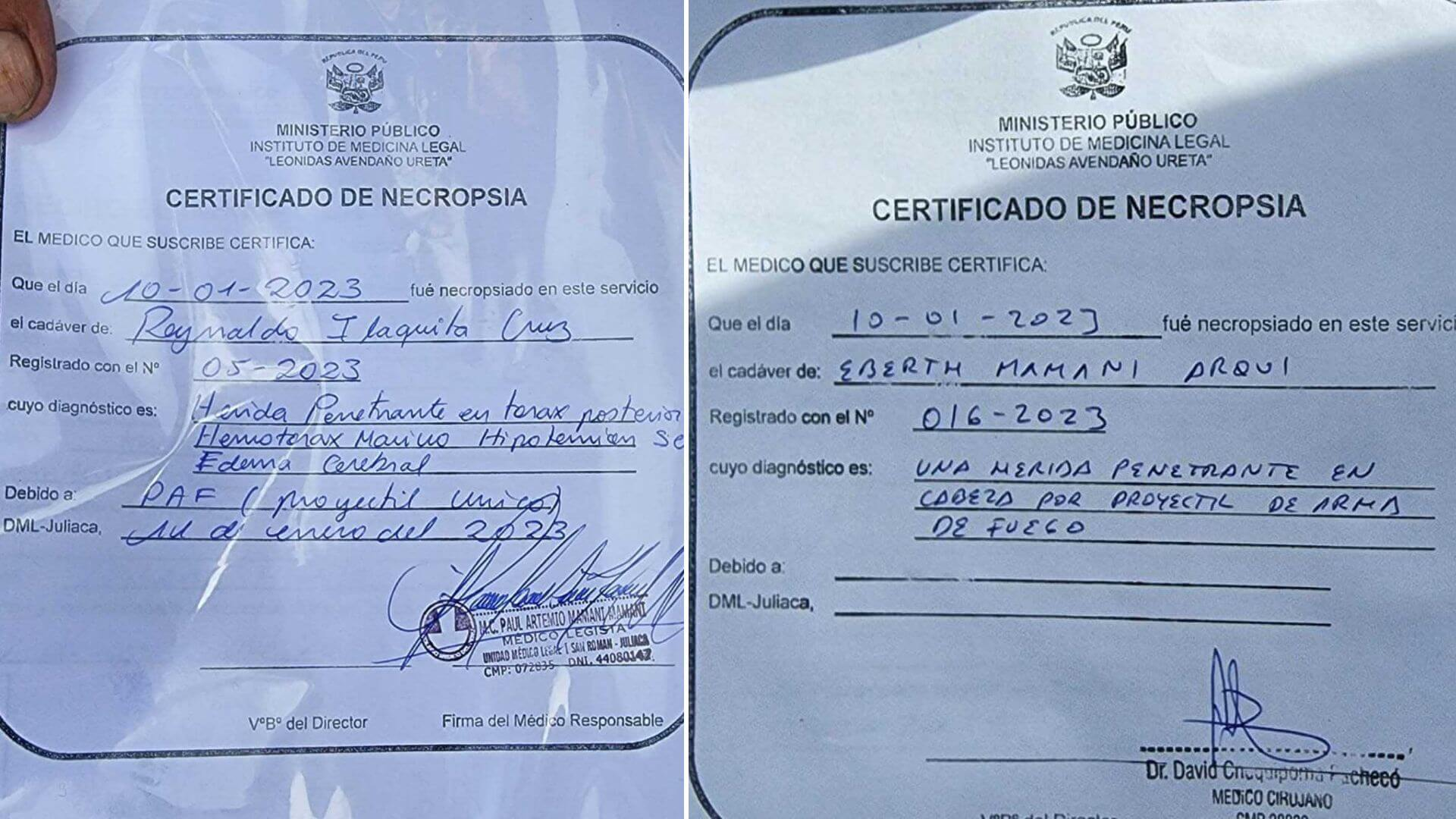
Documentos de autópsia que mostram a causa das mortes por projéteis de arma de fogo

Investigações de fragmentos de balas presentes em 9 indivíduos mortos nos protestos mostraram que 6 dos mortos tinham cartuchos de 7,62×39mm em seus corpos, 2 tinham pellets de metal de espingardas presentes e 1 indivíduo tinha uma bala de revólver presente; os mortos restantes tinham ferimentos de entrada e saída, provavelmente devido a um tiro à queima-roupa. Vídeos e evidências fotográficas, segundo o La República, mostraram que o PNP usou fuzis longos para atirar contra manifestantes e indivíduos próximos. Segundo Dany Humpire Molina, ex-gerente de Perícia do Ministério Público e doutor em ciências forenses, "Os projéteis parecem ter sido disparados por fuzis AKM, que são as armas utilizadas pela Polícia Nacional, ... Se as balas foram encontradas dentro do corpo, são descritas como penetrantes. Quando os disparos são do tipo penetrante, como é o caso, são de longa distância. E se o protocolo da necropsia determinar que eles saíram por trás, significa que, no momento do tiroteio, os manifestantes estavam correndo, fugindo. O médico legista também observou que as balas eram "revestidas", mostrando que não eram para uso civil.

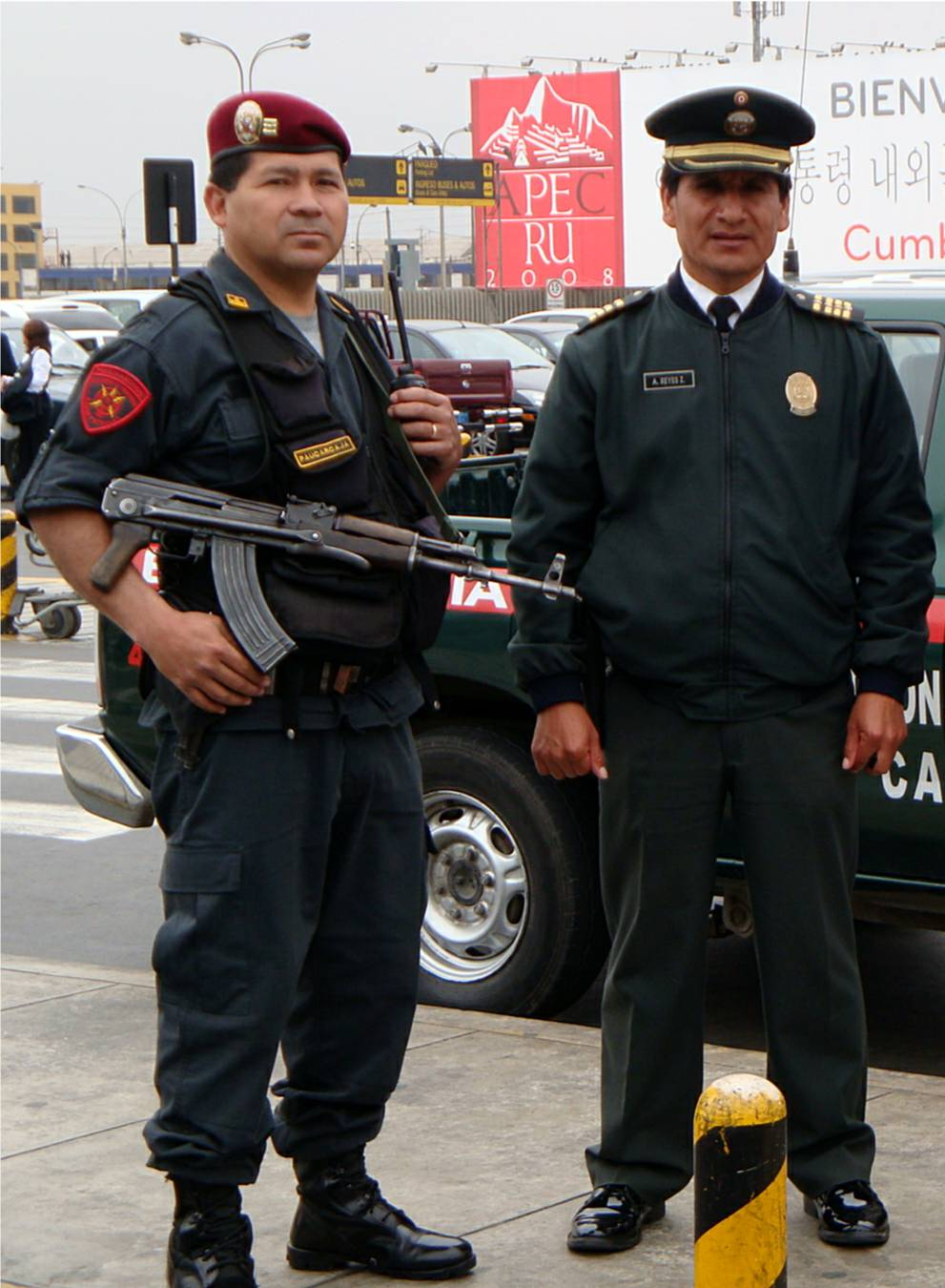
Policial do Peru com um fuzil AKM

A presidente Boluarte, no entanto, contestaria tais constatações e acusaria a Bolívia de incitar a violência, afirmando que "hoje sabemos que um tipo de arma de fogo e munição teria entrado no país pelo sul do Peru" e que os manifestantes não foram baleados pelas autoridades, dizendo que a munição encontrado nas vítimas não foi utilizado "nem pela Polícia Nacional nem pelas Forças Armadas". Edgar Stuardo Ralón Orellana, da Comissão Interamericana de Direitos Humanos, afirmou que "não encontramos nas pessoas algo que diga que estão respondendo a algum tipo de outra organização, mas uma autêntica manifestação de descontentamento com o abandono que aquela região (Puno) teve historicamente". A Direção Nacional de Inteligência (DINI), general Wilson Barrantes Mendoza, também criticou a resposta do governo Boluarte, afirmando que as acusações de envolvimento estrangeiro eram "uma distração para confundir a população, lembrando que tem um componente externo. Tudo o que estamos vivendo é interno" e que a acusação de "uma 'inurgência terrorista' é estúpida". 

## Respostas

### Governo
O governo regional de Puno decretou toque de recolher por três dias após o evento, com o governador de Puno, Richard Huancco, dizendo que o presidente Boluarte era a responsável pelas mortes e que ela deveria renunciar. O governo de Boluarte também decretou um toque de recolher de três dias em 11 de janeiro, entre 20h e 4h. O ex- ministro da Defesa e atual primeiro-ministro do Peru, Alberto Otárola, respondeu às mortes afirmando que os mortos "expressam uma responsabilidade direta de quem quer dar um golpe de estado no país" e culpou o ex-presidente preso Pedro Castillo pelas mortes. O ministro do Interior, Víctor Rojas, defendeu a resposta da polícia, afirmando "Eles instigaram e não puderam ser controlados ... Eles estão procurando um alvo? Aí está".

### Internacional
A Comissão Interamericana de Direitos Humanos condenou o massacre, afirmando que "A CIDH condena a morte de pelo menos 17 pessoas nas proximidades do aeroporto de Juliaca, em 9 de janeiro, onde também foram registradas dezenas de pessoas feridas. A CIDH insta a Estado para tomar medidas imediatas para prevenir e punir o uso excessivo da força em protestos sociais".